# Gutensteinské Alpy

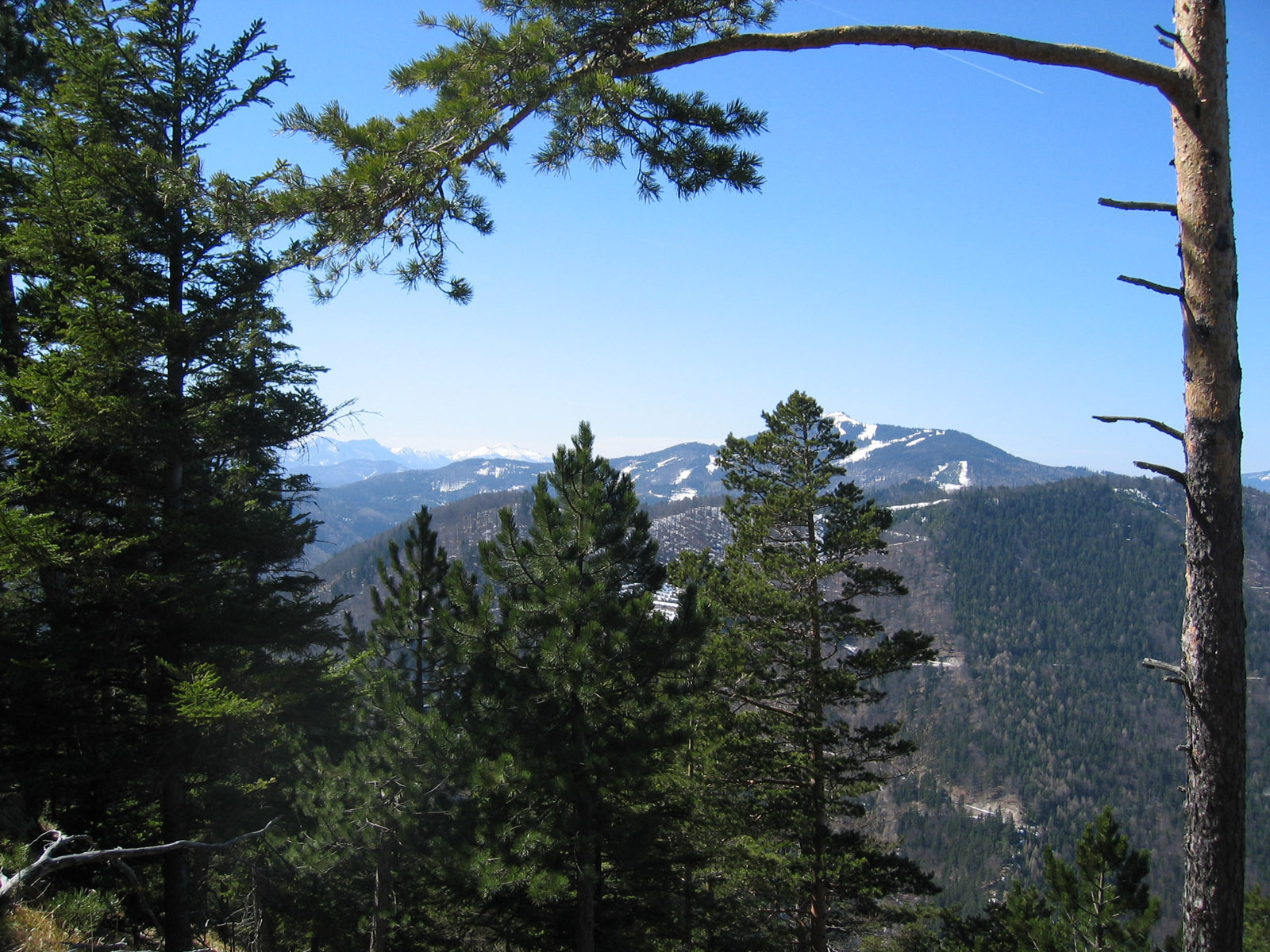
pohled na Untersberg

Gutensteinské Alpy jsou pohoří ležící jihozápadně od Vídně v Rakousku. Bezprostředně navazují nad údolím Piesting na Vídeňský les a představují již o něco atraktivnější a svým částečně skalnatým charakterem přece jen hornatější oblast východního výběžku Alp.

## Geografie
Gutensteinské Alpy jsou na severu ohraničeny řekou Gölsen a údolím Triestingtal od Vídeňského lesa. Na východě končí Vídeňskou pánví. Oddělení od pohoří Rax na jihu tvoří údolí Sierningbachstal mezi městy Ternitz a Puchberg, sedlo u Mamauwiese dolina Schwarzatal. Západní hranici tvoří údolí potoka Unrecht Traisen, který tak odděluje pohoří od sousedních Türnitzských Alp

### Členění
Pohoří dělíme na několik horských celků. Zcela na západě území to je skupina Riesalpe. V blízkosti městečka Lilienfeld se vypíná nejvyšší vrchol pohoří Reisalpe (1 399 m). Přístup na něj vede po mýtné silnici na Brennalm, odtud 2 hod. na vrchol. Východně od této skupiny leží další poměrně vysoká část hor zvaná Unterberg s nejvyšším vrcholem Unterberg (1 342 m), ležící v samém středu protáhlého hřebene. Turisticky nejatraktivnějšími horskými celky Gutensteinských Alp jsou dva protáhlé skalnaté hřebeny Dürre Wand (Suchá stěna) a především Hohe Wand (Vysoká Stěna). Zatímco prvně jmenovaný hřeben je vyšší a bohatě zalesněný, Hohe Wand představuje vápencovou stěnu 8 km dlouhou otevřenou k východu, ve které naleznou všichni vyznavači lezení a jištěných cest svá místa.

### Nejvyšší vrcholy
Nejvyšší vrcholy Gutensteinských Alp jsou:
- Reisalpe (1 399 m)  nejvyšší vrchol pohoří
- Handlesberg (1 370 m)  blízko města Schwarzau im Gebirge
- Unterberg (1 342 m)
- Kloster-Hinteralpe (1 311 m)
- Hochstaff (1 305 m)
- Jochart (1 266 m)
- Muckenkogel (1 248 m)
- Katharinenschlag (1 222 m)  v oblasti Dürren Wand
- Schober (1 213 m)
- Plackles (1 132 m)  nejvyšší vrchol skalní oblasti Hohe Wand
- Grosser Kanzel (1 052 m)
- Sengenebenberg (1 104 m)  nejsevernější hora pohoří nad 1 000 m výšky

### Vodstvo

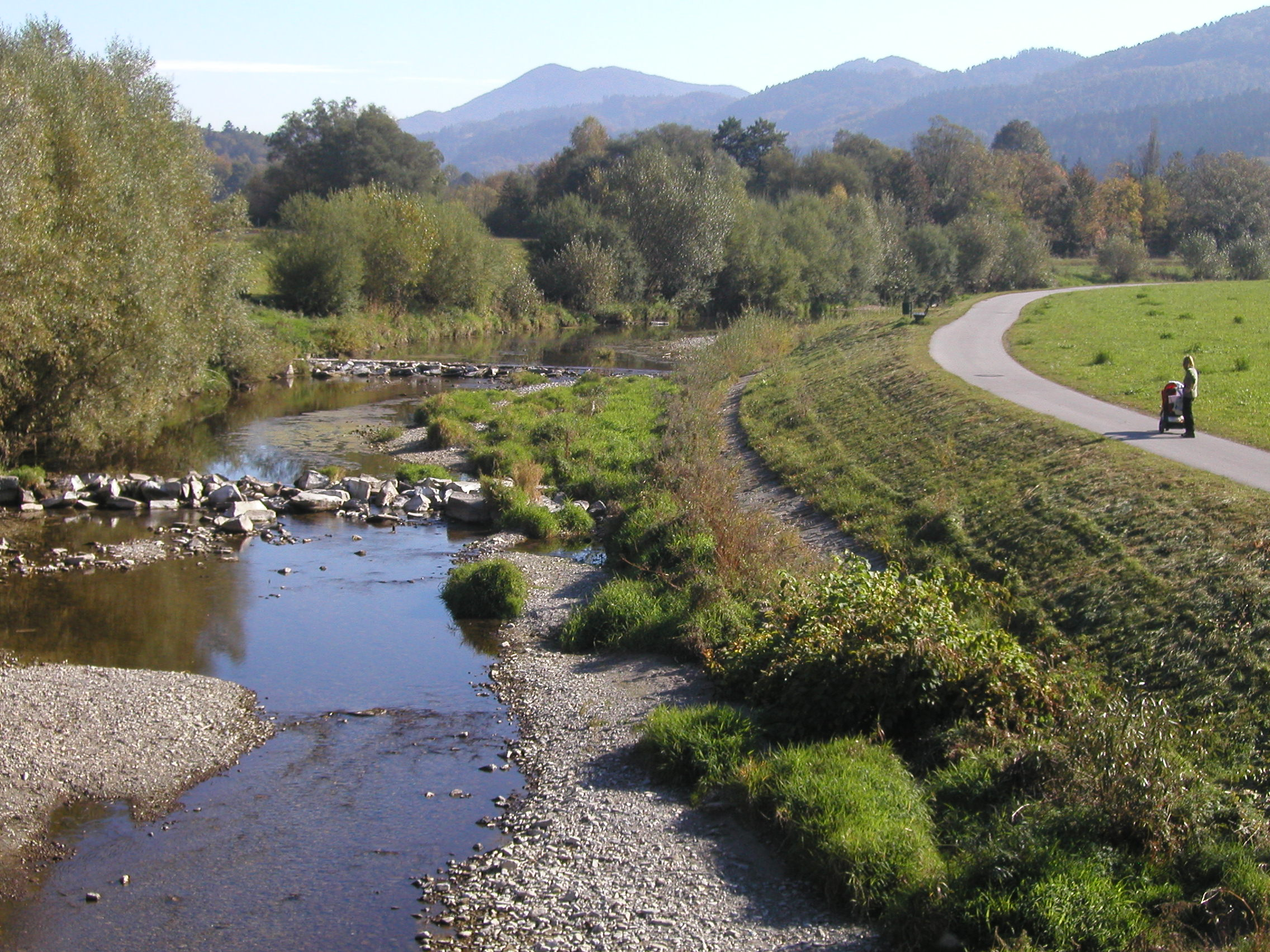
řeka Gölsen

Důležité řeky pohoří jsou Traisen na západě, Gölsen a Triesting na severu a Schwarza na jihu horské skupiny.

## Geologie
Velká část Gutensteinských Alp je tvořena vápencem vytvořeného ve středním triasu a tzv. Gutensteinským dolomitem. Tyto relativně hrubozrnné horniny způsobují částečné zabarvení jednotlivých vrstev masivu. Na jihovýchodu a severozápadě pohoří také nalezneme jejich konglomeráty - horniny vzniklé v období křídy. Ve vápencích jsou četná hloubení či jeskyně (Einhornhöhle u Dreistettenu) a jeskynní nálezy železné rudy (jeskyně u Brunna). Na několika místech také obnažený vápenec tvoří působivé skalní stěna a galerie.

## Příroda

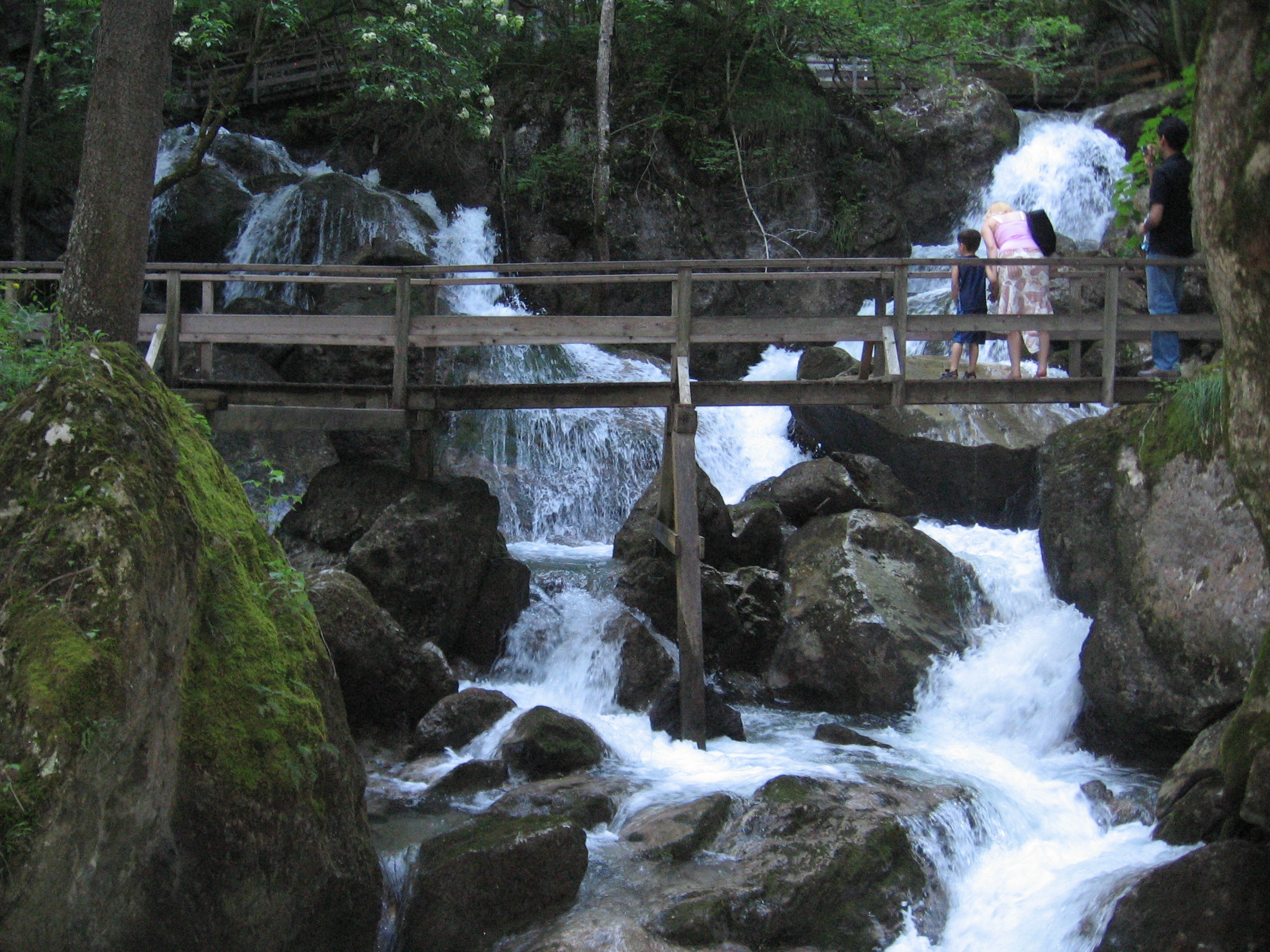
vodopády Myrafälle

Převážná část Gutensteinských Alp je hustě zalesněná a lesy jsou pečlivě obhospodařovávány. Ve vyšších polohách najdeme především smrky a modříny, v nízkých polohách buky a na suchých stanovištìch borovice.

## Turismus

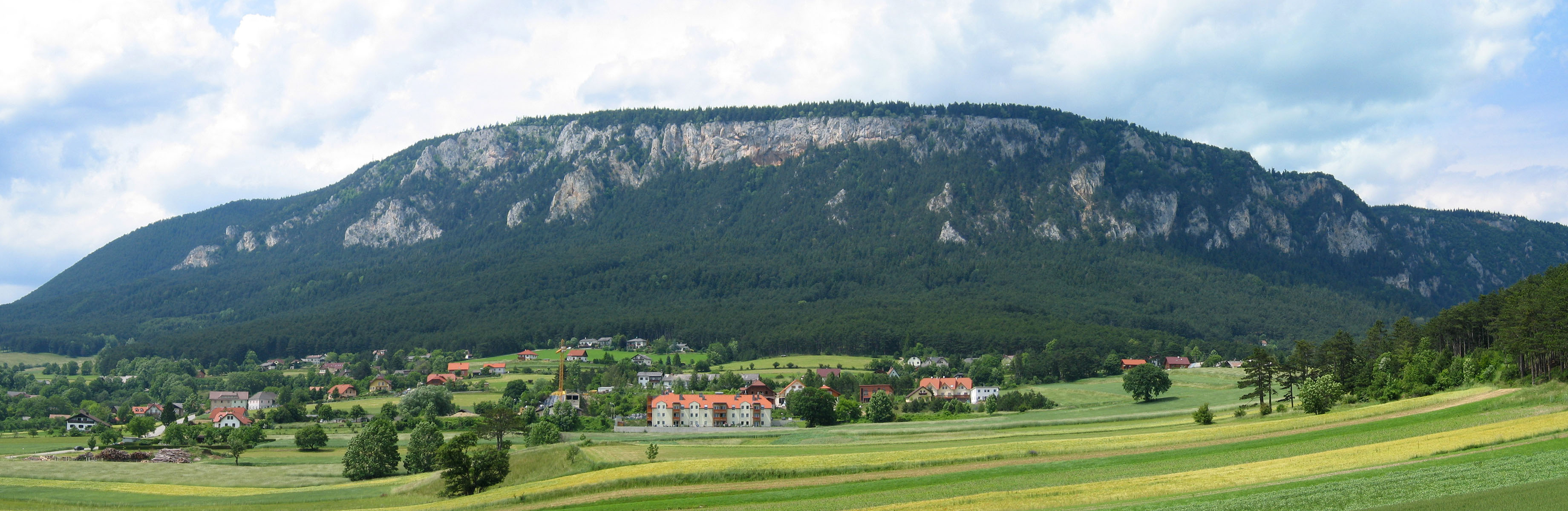
skalní stěna Hohe Wand

Pohoří je důležitá rekreační oblast pro obyvatelé Vídně, Wiener Neustadt a St. Pölten. Především Hohe Wand na východě s velkým množstvím značených stezek, lezeckých cest (na 500 cest) a Klettersteigů jakož i turistických chat a výletních restaurací. Oblíbený cíl jsou také vodopády Myrafälle a soutěska Steinwandklamm (mezi městy Pernitz a Furth). V oblasti města Lilienfeld a Kloster Alpe se nachází lyžařské středisko s několika vleky a lanovkou na vrchol Muckenkogel (1 305 m).